# 킨샤사
킨샤사(프랑스어: Kinshasa)는 1966년 6월 30일 이전에 레오폴드빌(프랑스어: Leopoldville, 문화어: 레오뽈드빌)로 명명된 콩고 민주 공화국의 수도이자 가장 큰 도시이다. 콩고강을 따라 어촌과 무역 마을이 있던 킨샤사는 현재 세계에서 가장 빠르게 성장하는 거대 도시 중 하나이다. 약 2,200만 명의 주민이 거주하는 것으로 추산되며, 콩고 민주 공화국에서 가장 인구 밀도가 높은 도시이자 아프리카에서 가장 인구가 많은 도시이다. 아프리카에서 세 번째로 큰 대도시 지역이며, 콩고 민주 공화국의 경제, 정치, 문화의 중심지이다. 킨샤사에는 제조업, 통신, 은행 및 엔터테인먼트를 포함한 여러 산업이 입주해 있다.
지리적으로 9,965 평방 킬로미터에 달하는 킨샤사는 말레보호의 남쪽 해안을 따라 뻗어 있으며, 평균 고도 약 300 미터의 평평하고 낮은 지형을 가로질러 확장된 초승달을 형성하고 있다. 동경 4도와 5도와 동경 15도와 16도 사이에 위치한 킨샤사는 동쪽으로 마이은돔베주, 퀼루주, 쾅고주와 국경을 접하고 있으며, 콩고강은 서쪽과 북쪽 경계를 경계로 콩고 공화국과 자연적인 국경을 이루고 있으며, 남쪽으로는 중앙콩고주가 있다. 강 건너에는 인접한 콩고 공화국의 더 작은 수도인 브라자빌이 있으며, 4킬로미터 폭의 다리가 없는 콩고강에 의해 분리되었음에도 불구하고 세계에서 두 번째로 가까운 수도 쌍을 형성하고 있다.
킨샤사는 또한 콩고 민주 공화국의 26개 지방 중 하나로 기능하며 행정적으로는 24개의 코뮌으로 나뉘며 이들은 365개의 지역으로 더 세분된다. 확장된 행정 구역으로 이 주의 90% 이상이 시골로 남아있는 반면 도시 성장은 주로 서쪽에서 이루어진다. 킨샤사는 세계적으로 가장 큰 명목상 프랑코폰 도시 지역이며 프랑스어는 정부, 교육, 미디어, 공공 서비스 및 고급 상업의 언어이며 링갈라어는 거리에서 링구아 프랑카로 사용된다. 이 도시의 주민들은 영어 용어에서 "킨샤산(Kinshasans)"이라는 용어와 함께 키노아(Kinois)로 널리 알려져 있다.

## 역사
이 지역은 현재의 킨샤사인 도시가 설립되기 전에는 한때 안지쿠 소왕국의 일부였다. 1698년경에는 은콩코벨라로 알려진 본질적으로 독립적인 영역이 되었다.
이 도시는 1881년 헨리 모턴 스탠리에 의해 교역소로 설립되었다. 이 도시는 스탠리의 고용주인 벨기에 국왕 레오폴 2세를 기리기 위해 레오폴드빌로 명명되었으며, 그는 결국 식민지가 아닌 자신의 사유지로서 콩고 독립국으로서 콩고 분지의 대부분을 장악하게 되었다. 이 지주는 레오폴드빌보다 300km(190마일) 아래에 있는 일련의 급류인 리빙스톤 폭포 위 콩고 강의 첫 번째 항해 가능한 항구로 번성했다. 처음에 해상으로 도착하거나 해상으로 보내는 모든 상품은 레오폴드빌과 마타디 사이의 짐꾼들에 의해 옮겨져야 했다. 1898년 마타디-킨샤사 항구 철도가 완공됨으로써 급류 주변의 대체 경로를 제공했으며 레오폴드빌의 급속한 발전을 촉발했다. 1914년에는 원유를 마타디에서 레오폴드빌의 상류 증기선으로 운송할 수 있는 파이프라인이 설치되었다. 1923년에 이르러 이 도시는 콩고 하구의 보마 마을을 대체하여 벨기에령 콩고의 수도로 승격되었다. "레오" 또는 "레오폴드"라는 별명을 가진 이 마을은 상업적 중심지가 되었고 식민지 기간 동안 급속하게 성장했다.

## 지리학
킨샤사는 주거 및 상업 지역이 풍부하고 슬럼가와 함께 세 개의 대학이 있는 뚜렷한 대조를 이루는 도시이다. 콩고강의 남쪽 둑을 따라 말레보호 하류에 위치해 있으며 콩고 공화국의 수도인 브라자빌 시의 바로 맞은편에 위치해 있다. 콩고강은 아프리카에서 나일강 다음으로 두 번째로 긴 강이며 아프리카에서 가장 긴 방류량을 가지고 있다. 수로는 콩고 분지의 많은 부분을 운송하는 수단을 제공하고 킨샤사와 키상가니 사이의 바지선으로 이동할 수 있으며 많은 지류도 항해할 수 있다. 그 강은 수력 발전의 중요한 원천이며 킨샤사의 하류는 아프리카 인구의 약 절반이 사용하는 양의 전력을 생산할 수 있는 잠재력을 가지고 있다.

### 기후
쾨펜의 기후 구분에 따르면, 킨샤사는 열대성 습윤 및 건조 기후(Aw)를 가지고 있다. 긴 장마철은 10월부터 5월까지이고, 상대적으로 짧은 건기는 6월과 9월 사이에 걸쳐 있다. 킨샤사는 적도의 남쪽에 위치해 있어서 건기는 6월인 동지 무렵에 시작된다. 이것은 일반적으로 건기가 12월쯤 시작되는 이 기후를 특징으로 하는 북쪽의 아프리카 도시들과 대조적이다. 기온은 일년 내내 비교적 일정하게 유지되지만, 킨샤사의 건기는 우기보다 약간 더 시원하다.
| 킨샤사의 기후                                                              | 킨샤사의 기후 | 킨샤사의 기후 | 킨샤사의 기후 | 킨샤사의 기후 | 킨샤사의 기후 | 킨샤사의 기후 | 킨샤사의 기후 | 킨샤사의 기후 | 킨샤사의 기후 | 킨샤사의 기후 | 킨샤사의 기후 | 킨샤사의 기후 | 킨샤사의 기후 |
| 월                                                                         | 1월           | 2월           | 3월           | 4월           | 5월           | 6월           | 7월           | 8월           | 9월           | 10월          | 11월          | 12월          | 연간          |
| -------------------------------------------------------------------------- | ------------- | ------------- | ------------- | ------------- | ------------- | ------------- | ------------- | ------------- | ------------- | ------------- | ------------- | ------------- | ------------- |
| 역대 최고 기온 °C (°F)                                                     | 36 (97)       | 36 (97)       | 38 (100)      | 37 (99)       | 37 (99)       | 37 (99)       | 32 (90)       | 33 (91)       | 35 (95)       | 35 (95)       | 37 (99)       | 34 (93)       | 38 (100)      |
| 일평균 최고 기온 °C (°F)                                                   | 30.6 (87.1)   | 31.3 (88.3)   | 32.0 (89.6)   | 32.0 (89.6)   | 31.1 (88.0)   | 28.8 (83.8)   | 27.3 (81.1)   | 28.9 (84.0)   | 30.6 (87.1)   | 31.1 (88.0)   | 30.6 (87.1)   | 30.1 (86.2)   | 30.4 (86.7)   |
| 일일 평균 기온 °C (°F)                                                     | 25.9 (78.6)   | 26.4 (79.5)   | 26.8 (80.2)   | 26.9 (80.4)   | 26.3 (79.3)   | 24.0 (75.2)   | 22.5 (72.5)   | 23.7 (74.7)   | 25.4 (77.7)   | 26.2 (79.2)   | 26.0 (78.8)   | 25.6 (78.1)   | 25.5 (77.9)   |
| 일평균 최저 기온 °C (°F)                                                   | 21.2 (70.2)   | 21.6 (70.9)   | 21.6 (70.9)   | 21.8 (71.2)   | 21.6 (70.9)   | 19.3 (66.7)   | 17.7 (63.9)   | 18.5 (65.3)   | 20.2 (68.4)   | 21.3 (70.3)   | 21.5 (70.7)   | 21.2 (70.2)   | 20.6 (69.1)   |
| 역대 최저 기온 °C (°F)                                                     | 18 (64)       | 20 (68)       | 18 (64)       | 20 (68)       | 18 (64)       | 15 (59)       | 10 (50)       | 12 (54)       | 16 (61)       | 17 (63)       | 18 (64)       | 16 (61)       | 10 (50)       |
| 평균 강수량 mm (인치)                                                      | 163 (6.4)     | 165 (6.5)     | 221 (8.7)     | 238 (9.4)     | 142 (5.6)     | 9 (0.4)       | 5 (0.2)       | 2 (0.1)       | 49 (1.9)      | 98 (3.9)      | 247 (9.7)     | 143 (5.6)     | 1,482 (58.4)  |
| 평균 강수일수                                                              | 12            | 12            | 14            | 17            | 12            | 1             | 0             | 1             | 6             | 10            | 16            | 14            | 115           |
| 평균 상대 습도 (%)                                                         | 83            | 82            | 81            | 82            | 82            | 81            | 79            | 74            | 74            | 79            | 83            | 83            | 80            |
| 평균 월간 일조시간                                                         | 136           | 141           | 164           | 153           | 164           | 144           | 133           | 155           | 138           | 149           | 135           | 127           | 1,739         |
| 출처 1: Climate-Data.org (tempetature) Weatherbase (extremes)              |               |               |               |               |               |               |               |               |               |               |               |               |               |
| 출처 2: Danish Meteorological Institute (precipitation, sun, and humidity) |               |               |               |               |               |               |               |               |               |               |               |               |               |

## 유명 건축물
- 킨샤사 대학교